# St. Peter (Alsdorf)

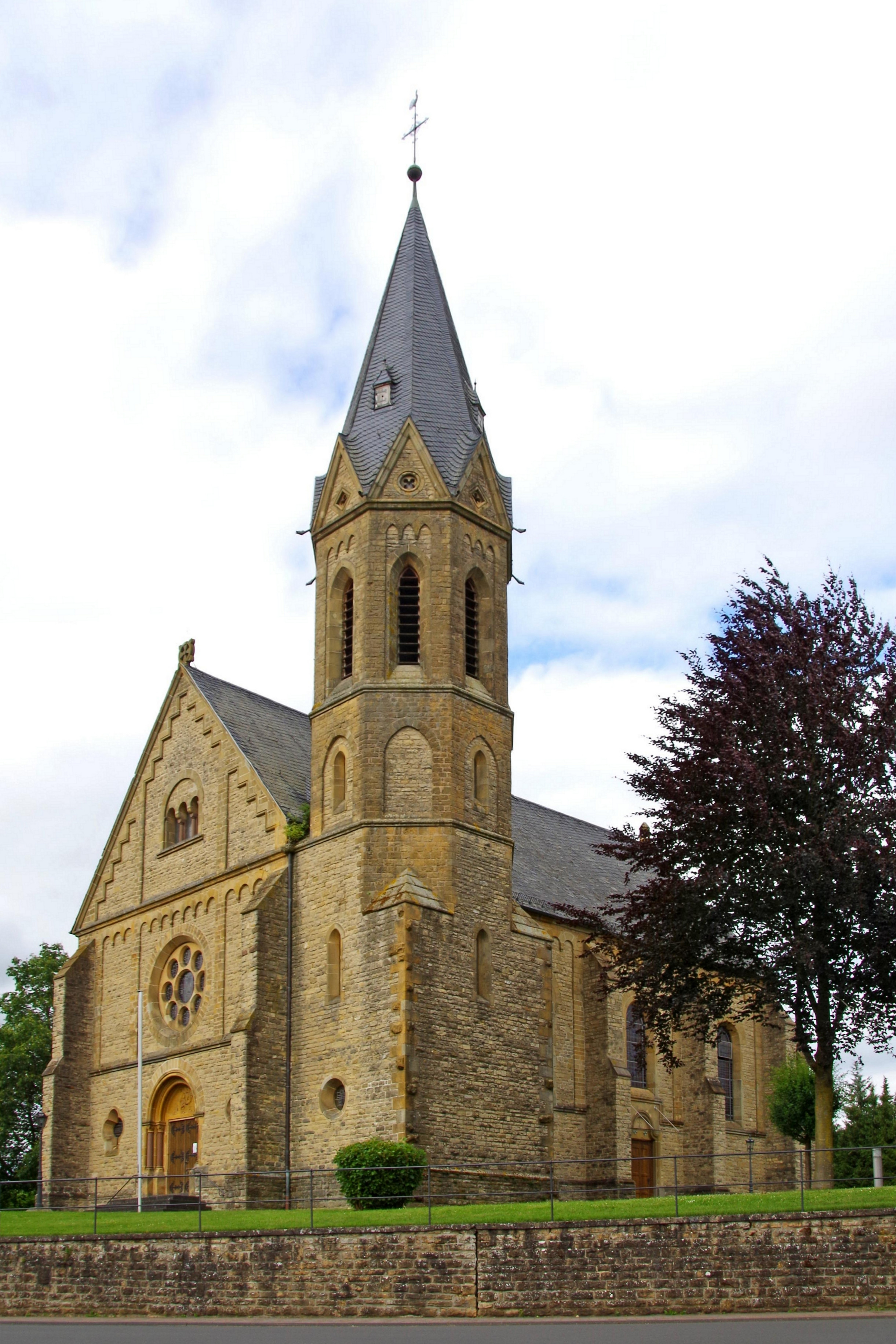
St. Peter, Südwestseite

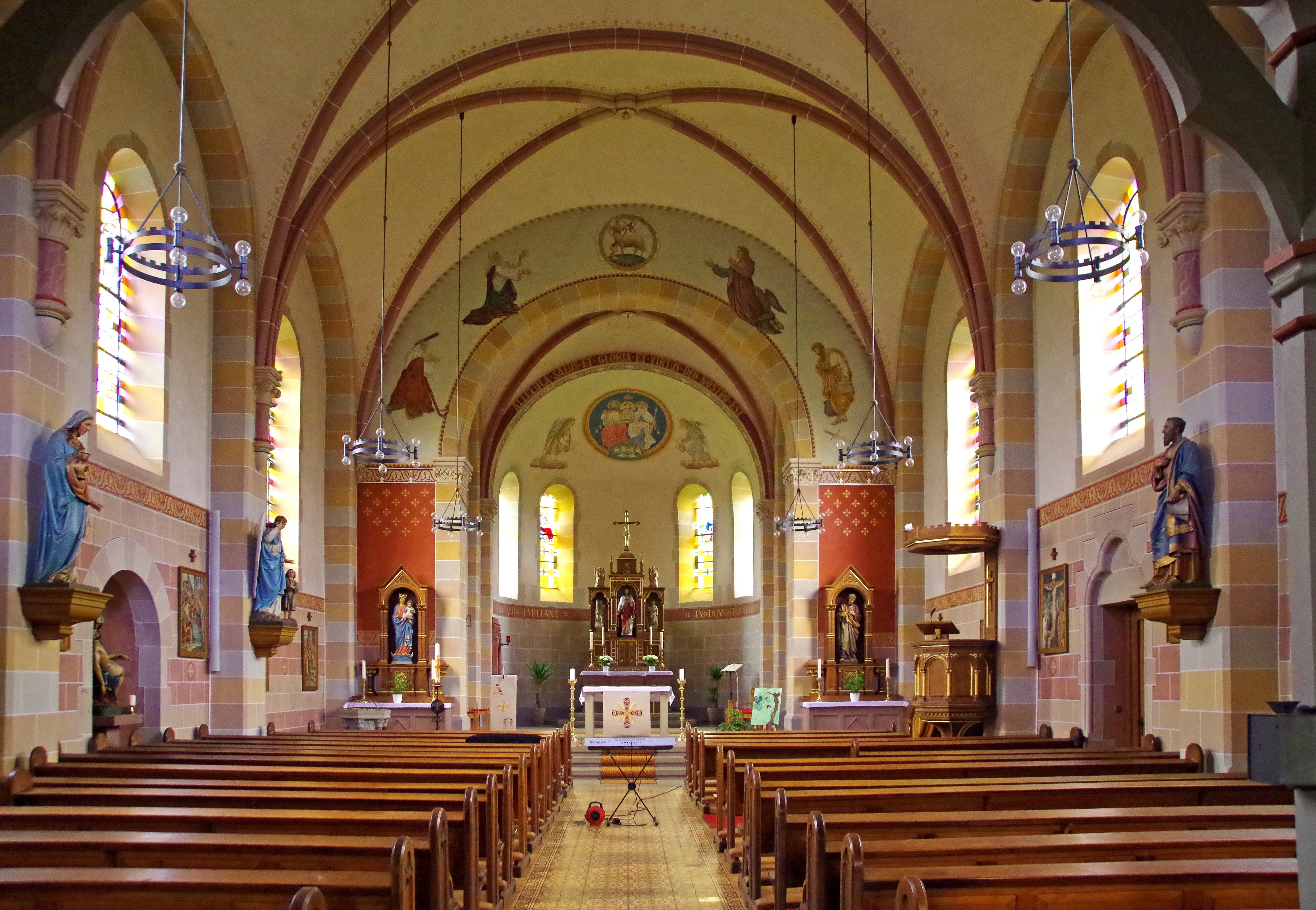
Innenraum von St. Peter

St. Peter ist die römisch-katholische Pfarrkirche von Alsdorf im Eifelkreis Bitburg-Prüm in Rheinland-Pfalz. Die Kirche ist dem heiligen Apostel Petrus geweiht. Zur Pfarre zählen die Filialorte Niederweis mit der Filialkirche St. Johannes Evangelist und Kaschenbach mit der Filialkirche St. Michael.

## Geschichte
Eine Kirche in Alsdorf wurde erstmals im Jahr 1330 in der Taxa generalis erwähnt. Bereits zu dieser Zeit war Alsdorf eine eigenständige Pfarrei mit Pfarrkirche im damaligen Erzbistum Trier. 
Zunächst besaßen die Herren von Brandenburg das Kollationsrecht. Dieses ging gegen Ende des 17. Jahrhunderts an den Herren von Scheuern über. Der Herr von Scheuern übertrug das Kollationsrecht vor 1700 schließlich dem Grafen von Merci. Mit der französischen Revolution wurde das Kollationsrecht schließlich aufgehoben. Bis 1803 zählte zur Pfarre neben den heutigen Filialgemeinden Niederweis und Kaschenbach auch noch Wolsfeld mit der Kirche St. Hubertus, jedoch wurde Wolsfeld in diesem Jahr zur eigenständigen Pfarrei erhoben.
Über die 1330 erwähnte Kirche ist nichts näheres mehr bekannt. Sie wurde jedoch 1472 durch einen Neubau in Formen der Gotik ersetzt. Dieses gotische Gotteshaus erhielt 1721 einen neuen Chor. In dieser Form bestand die alte Pfarrkirche noch bis in das Jahr 1926. In diesem Jahr wurde die gesamte Kirche mit Ausnahme des Chors abgerissen. Der Chor dient heute als Friedhofskapelle.
Aufgrund der angestiegenen Bevölkerungszahl wurde die alte Kirche Anfang des 20. Jahrhunderts zu klein, worauf ein Neubau an anderer Stelle beschlossen wurde. So wurde in den Jahren 1903 bis 1907 die heutige Pfarrkirche nach Plänen des Trierer Architekten und späteren Dombaumeisters Julius Wirtz errichtet.

## Architektur
St. Peter ist eine einschiffige und vierjochige Saalkirche im Baustil der Neuromanik aus Bruchsteinen. Im Osten schließt an das Kirchenschiff der einjochige Chor an der mit einer halbkreisförmigen Apsis schließt. An der Südwestecke ist der dreigeschossige Glockenturm angebaut, welcher im Untergeschoss quadratisch ist und dann in ein Achteck übergeht. Das rundbogige Hauptportal befindet sich im Westwerk, darüber ist eine Rosette als Fenster eingefügt. Das gesamte Bauwerk wird mit Kreuzrippengewölben überspannt.

## Ausstattung
Im Innenraum hat sich die Ausstattung aus der Erbauungszeit erhalten. Dazu zählen der Hochaltar mit zwei Nebenaltären, alle in einfachen neuromanischen Formen, und die Kanzel. Die historistische Ausmalung ist ebenfalls erhalten. Erwähnenswert sind weiterhin die 14 Kreuzwegstationen, das steinerne neuromanische Taufbecken, und eine hölzerne Figur der Pietà.

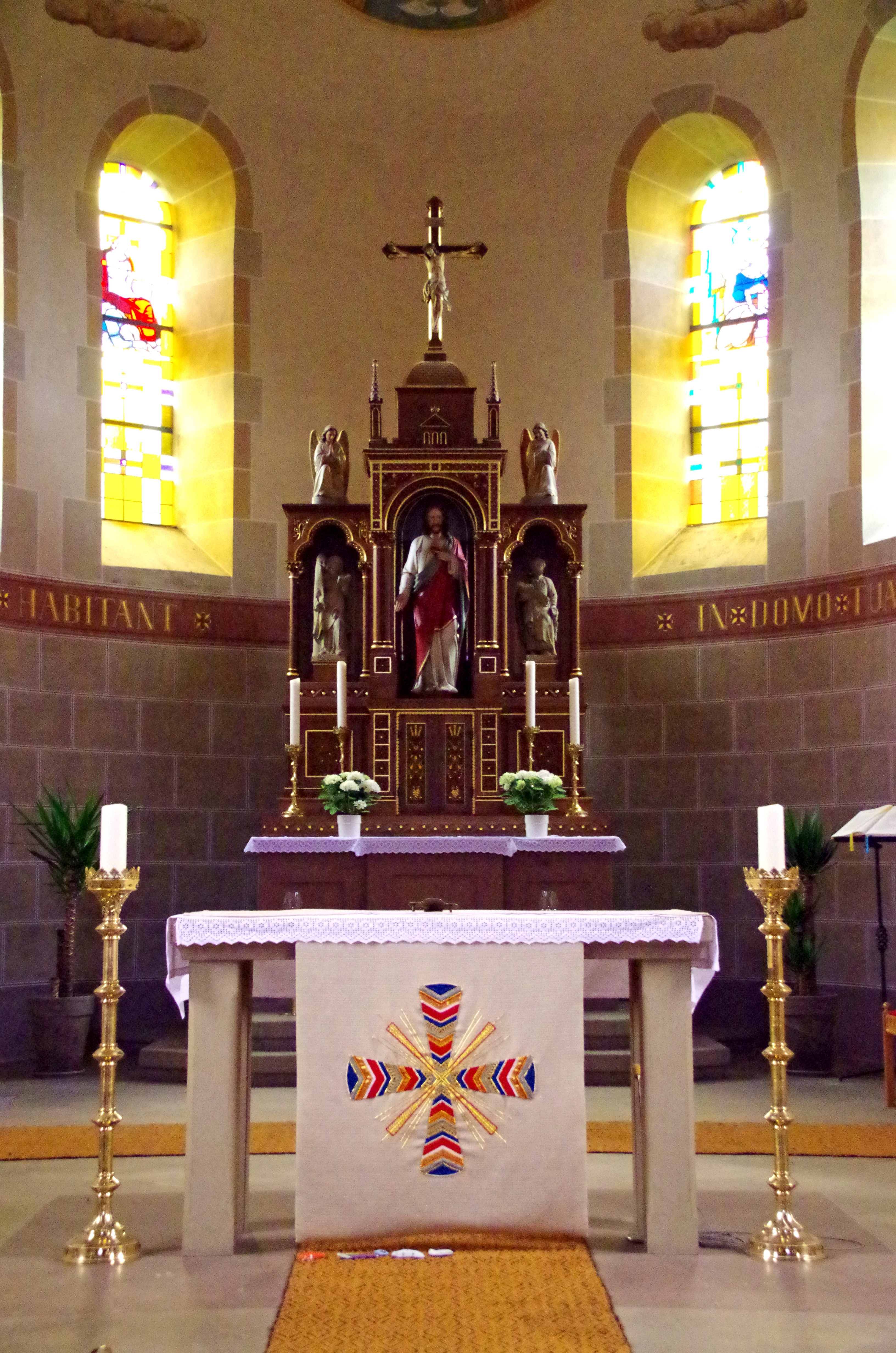
Hochaltar
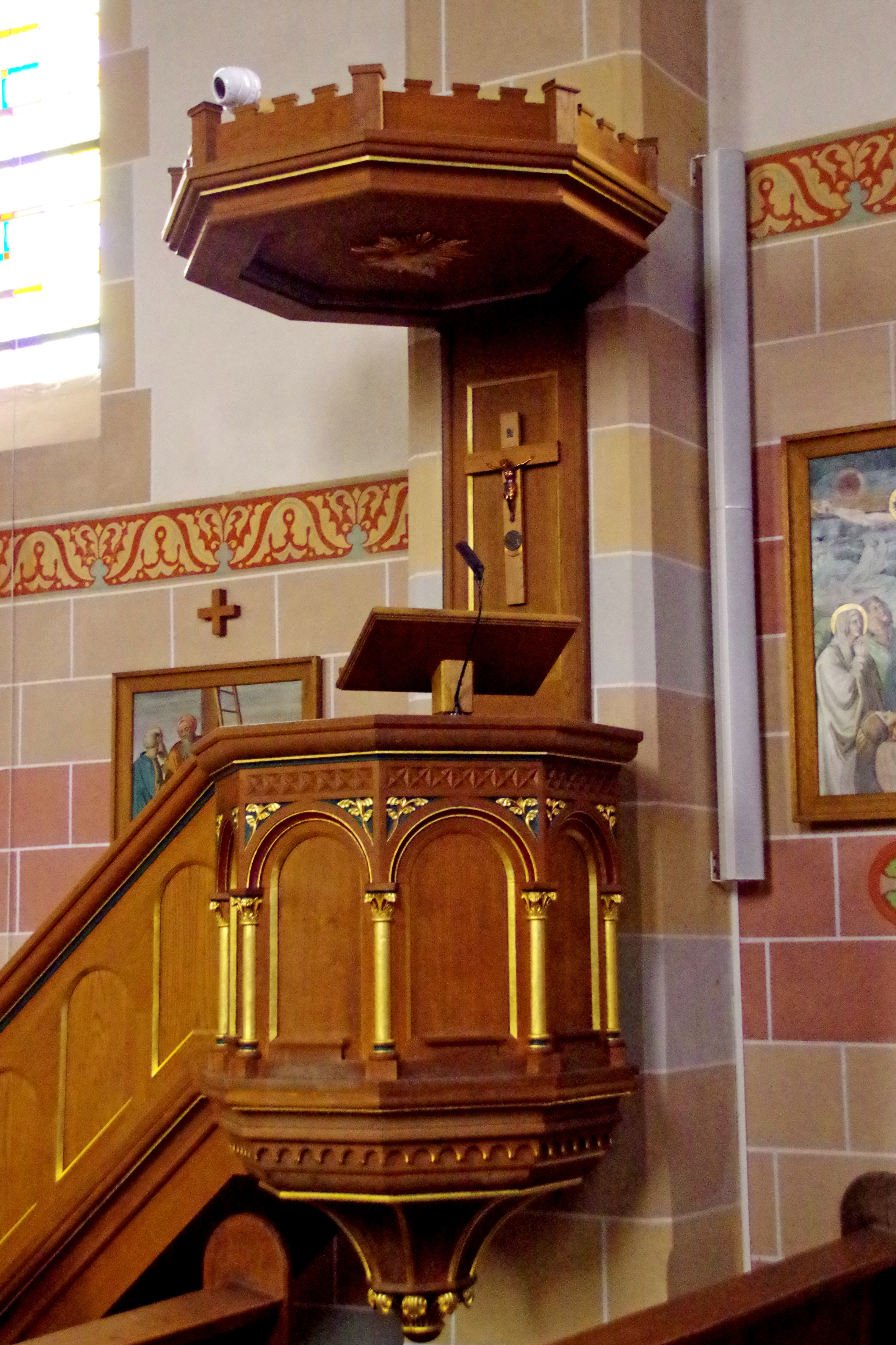
Kanzel
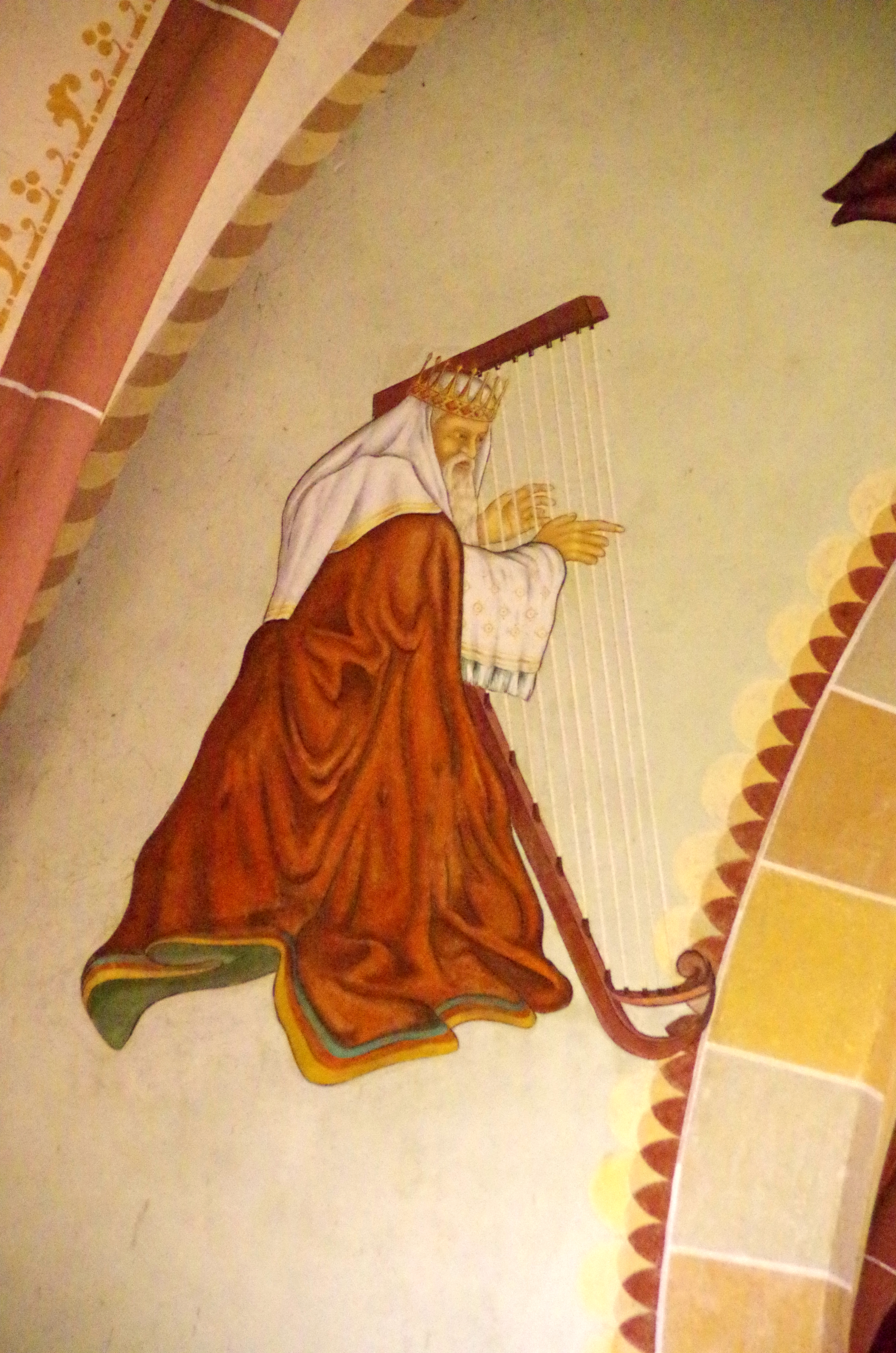
König David
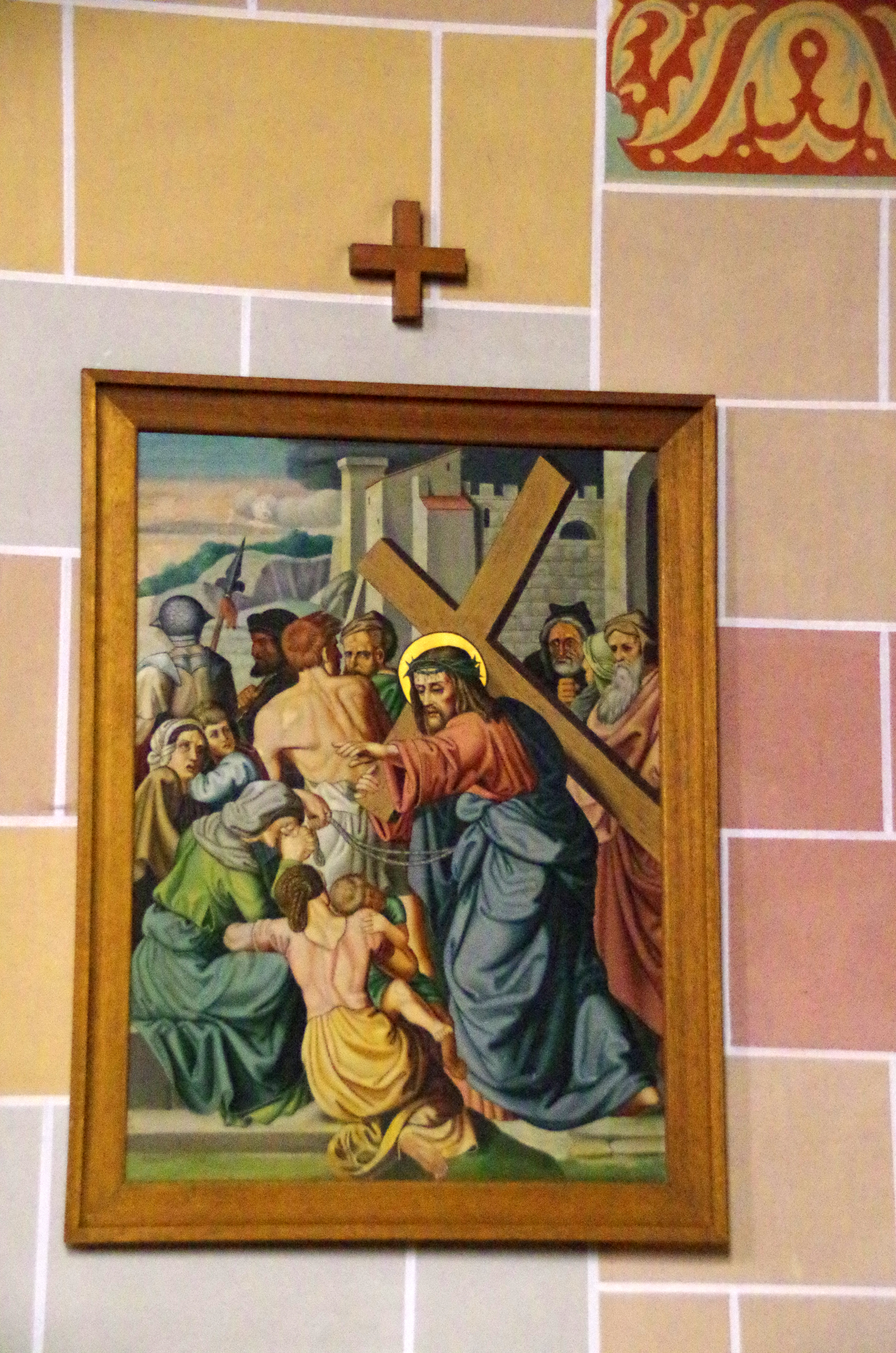
Kreuzwegstation
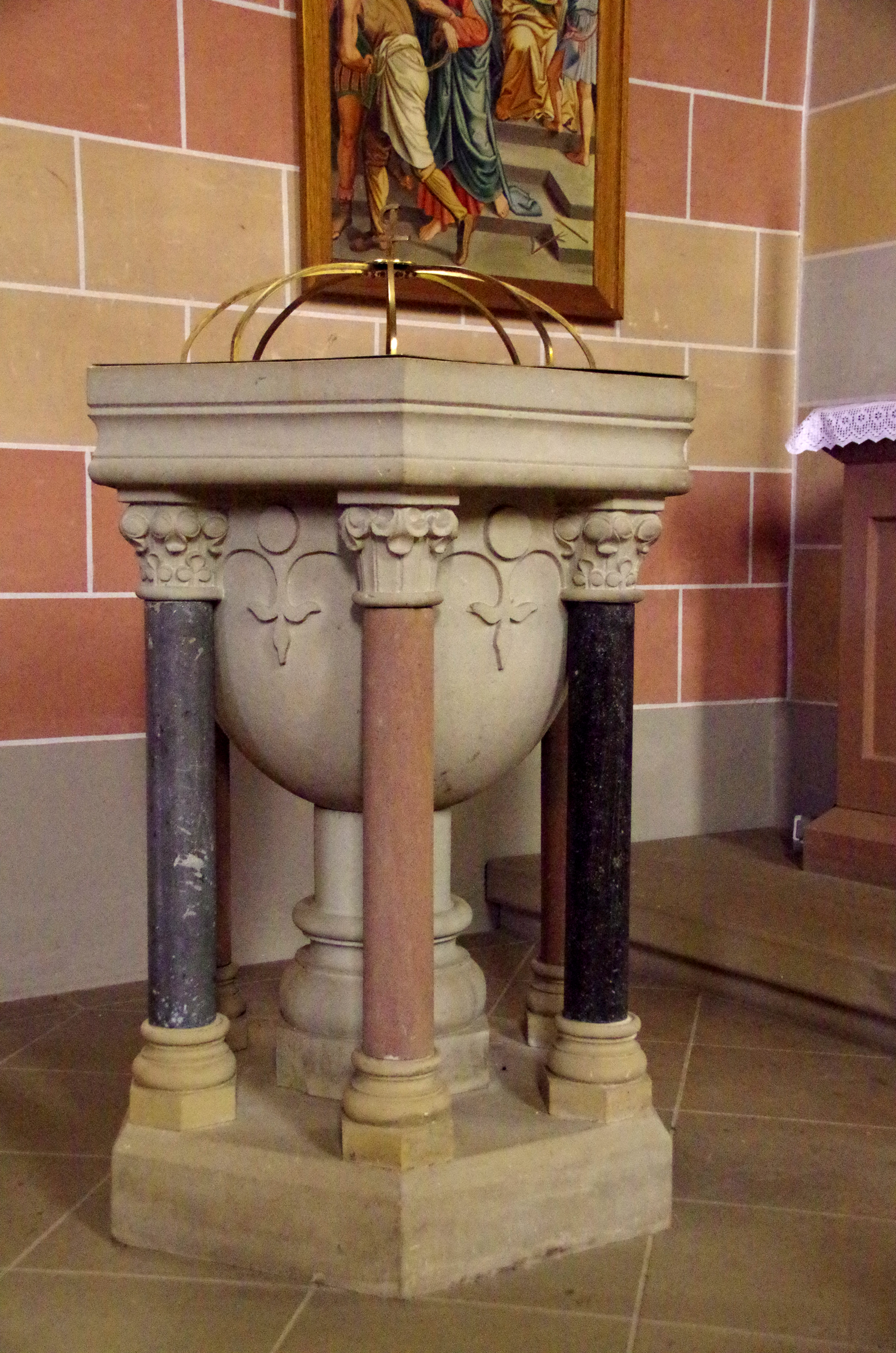
Taufbecken
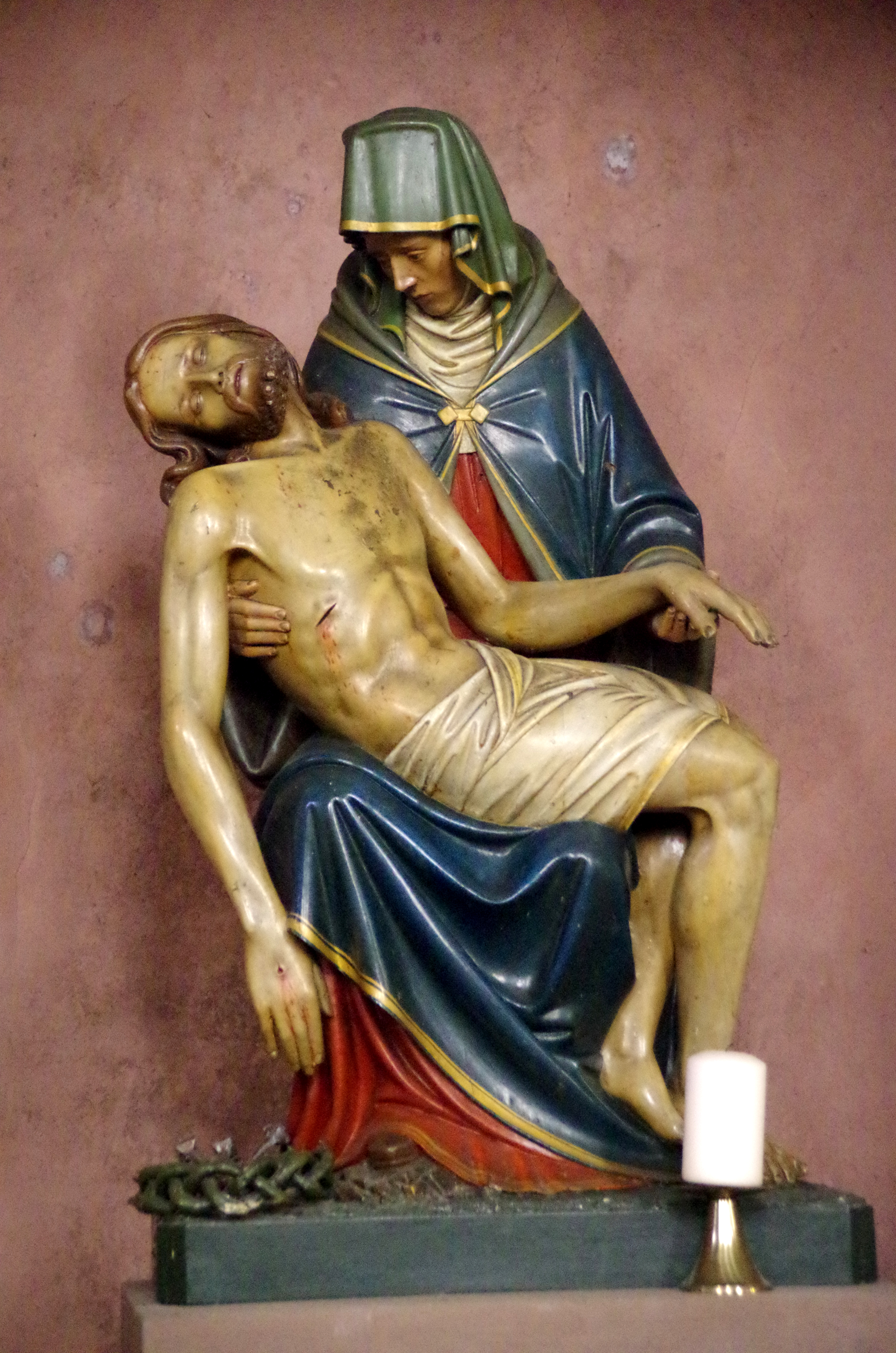
Pietà